# Sagerjeva hiša
Sagerjeva hiša (švedsko Sagerska huset) ali Sagerjeva palača (Sagerska palatset)  je uradna rezidenca predsednika vlade Kraljevine Švedske. Stoji na ulici Strömgatan 18 v Stockholmu.

## Lokacija
Sagerjeva hiša stoji v okrožju Norrmalm v Stockholmu, na ulici Strömgatan, na severni strani reke Norrström.

### Sosednje znamenitosti
Sagerjeva hiša leži v bližini sedeža vlade Rosenbada, Ministrstva za zunanje zadeve (v nekdanji palači Arvfurstens) in Kraljeve švedske opere na trgu Gustav Adolfs (na vzhodu). Leži tudi nasproti stavbe parlamenta (Riksdag) in Kraljevske palače (na otoku Stadsholmen). Z njimi je preko reke Norrström povezana preko mostov Riksbron in Norrbro.

## Zgodovina
Prvi zgodovinski zapisi o stavbi na tem mestu so izhajajo iz leta 1640. Leta 1880 sta posest kupila brata Sager, hiša je bila v njihovi lasti do leta 1886.
Leta 1988 je stavbo kupila švedska država, da bi jo spremenila v uradno rezidenco predsednika vlade. V Stockholmu namreč ni bilo uradnega prebivališča za vodjo vlade. Prvi premier, ki je stavbo po obsežni prenovi prvi uporabljal, je bil Göran Persson (1996–2006).

### Arhitektura
Leta 1893 je Robert Sager preuredil palačo, vključno z dodatkom novega nadstropja v mansardi in fasade, v francoskem neobaročnem slogu z detajli v neorokokoju, ki so še vedno vidni.